# Evolución (álbum de Menudo)
Evolución es el décimo sexto álbum de estudio (décimo cuarto en español) de la boy band puertorriqueña Menudo, lanzado en 1984. Marca el debut de Ricky Martin, quien reemplazó a Ricky Meléndez, el último integrante de la formación original, que estaba cerca de cumplir 17 años de edad.
Martin no fue la primera opción para integrar el grupo. El hermano de Ray, Raúl Reyes, trabajaba como corista y fue considerado para ingresar a Menudo, al igual que Tico Santana, otro nombre contemplado en esa época. Sin embargo, por razones desconocidas, se optó por Ricky Martin. Este también fue el último álbum que Ray Reyes grabó como integrante.
El álbum fue nominado al Premio Grammy al mejor álbum de pop latino de 1985. Comercialmente, fue un éxito: tuvo una tirada inicial de 700 mil copias en Brasil y recibió un disco de diamante tras superar el millón de copias vendidas en el país.

## Nuevo integrante
Después de conseguir una fama moderada en Puerto Rico por su trabajo en comerciales de televisión, Ricky Martin realizó una audición para ser miembro de la banda puertorriqueña Menudo. Aunque los ejecutivos quedaron impresionados con su baile y canto en las dos primeras audiciones, Martin fue rechazado por ser demasiado pequeño. En la tercera audición, su persistencia impresionó a los ejecutivos y, en 1984, ya con doce años de edad, se convirtió en integrante.
Un mes después de unirse a Menudo, hizo su debut con el grupo en el Luis A. Ferré Performing Arts Center, en San Juan. Durante esta presentación, desobedeció inadvertidamente la coreografía caminando por el escenario, cuando se suponía que debía permanecer quieto, y fue reprendido por el gerente de la banda después del espectáculo. Según el cantante: "El error fue tan grande que, desde ese momento, nunca volví a moverme cuando no debía... Esa era la disciplina de Menudo: hacías las cosas como te decían o dejabas de formar parte del grupo".

## Sencillos
"Sabes a chocolate" alcanzó el puesto número 1 en la lista de canciones más reproducidas en radios de habla hispana de Chicago, según la revista Billboard.

## Gira en Brasil
Aprovechando el éxito del grupo en Brasil, se lanzó la marca Menudo, promovida por la empresa de publicidad Via Brasil en colaboración con Padosa American Inc. La marca tenía como objetivo comercializar más de 200 productos, como artículos escolares y regalos promocionales. La estrategia de marketing incluyó un contrato para realizar 12 conciertos en grandes capitales y la posibilidad de acuerdos publicitarios, siempre que se respetara la imagen "limpia" de Menudo. La gira comenzó el 26 de febrero de 1985 en Belém do Pará.
El concierto en el Estadio del Arruda, en Recife, reunió a cerca de 60 mil personas el 1 de marzo de 1985. Las entradas, inicialmente vendidas a Cr$ 8.000 para las gradas, llegaron a costar Cr$ 9.000 en manos de cambistas. La estructura del evento incluía áreas diferenciadas como pista con sillas, pista libre y gradas. Más de 200 soldados y seis vehículos policiales fueron desplegados en el Aeropuerto dos Guararapes, pero no pudieron evitar disturbios con los fanáticos, quienes rompieron puertas obligando al grupo a usar la salida del aeropuerto militar. El concierto fue criticado por el uso de sincronía de labios.
En Santos, veinticinco mil fanáticos recibieron al quinteto en el estadio Vila Belmiro a las 20:45, después de un retraso de cuatro horas causado por el mal tiempo que afectó a todo el estado, lo que obligó al grupo a desplazarse en autobús a Sorocaba y posteriormente a Santo André antes de llegar al lugar del espectáculo. A pesar de problemas logísticos, como la reducción del concierto en Sorocaba (40 minutos) y la ausencia de técnicos de sonido e iluminación, la producción logró mantener la calidad del espectáculo, considerado un éxito con la asistencia de 25 mil personas.
El SBT transmitió boletines especiales sobre el día a día de Menudo en Brasil, emitidos diariamente a las 14:45, 19:45 y 22:15. Además, se presentaron fragmentos en vivo de los conciertos en programas como Clube do Bolinha (Band) y Programa Barros de Alencar (Record).

## Recepción crítica
En cuanto a las reseñas de los críticos musicales, el crítico del sitio AllMusic le otorgó solo una estrella de cinco al álbum. A pesar de ello, no escribió ningún comentario.
El crítico del periódico Correio Braziliense afirmó que la producción musical era altamente refinada, pero carente de autenticidad, comparando las canciones con productos pasteurizados, creados para agradar a un público amplio pero sin innovación. Según él, a pesar del talento de los músicos, el álbum carece de originalidad, resultando en un sonido infantil y predecible.

## Premios y nominaciones
El álbum fue nominado al Premio Grammy al mejor álbum de pop latino de 1985. En la misma categoría competían María Conchita Alonso (María Conchita), José Feliciano (Como Tu Quieres), José José (Secretos), Johnny (Invítame) y el ganador Plácido Domingo (Siempre en Mi Corazón — Always in My Heart).

## Desempeño comercial
En 1985, la revista Billboard publicó dos datos divergentes sobre las ventas encargadas por las tiendas brasileñas: primero mencionó 700 mil copias (el 13 de marzo) y luego 500 mil copias (el 23 de marzo), lo que genera incertidumbre sobre cuál dato es más confiable. Según el Jornal dos Sports, el 28 de marzo de 1985, tras su última presentación en São Paulo, el grupo recibió de manos del vicepresidente de la División Latinoamericana de RCA Internacional un disco de diamante por 1 millón de copias vendidas en el país.

## Lista de canciones
| N.º | Título                | Escritor(es) | Lead vocalist | Duración |  |
| 1.  | «Sabes a chocolate»   |              | Draco Rosa    | 4:31     |  |
| 2.  | «Yo no fui»           |              | Ray Reyes     | 3:31     |  |
| 3.  | «Yo seré tu bailarín» |              | Charlie Massó | 2:59     |  |
| 4.  | «Parque del oeste»    |              | Draco Rosa    | 3:51     |  |
| 5.  | «Amor primero»        |              | Charlie Massó | 3:22     |  |
| 6.  | «Agua de limón»       |              | Charlie Massó | 4:12     |  |
| 7.  | «No hay reflexión»    |              | Roy Roselló   | 2:59     |  |
| 8.  | «Persecución»         |              | Ray Reyes     | 3:10     |  |
| 9.  | «Rayo de luna»        |              | Ricky Martin  | 3:42     |  |
| 10. | «Me gusta esa chica»  |              | Draco Rosa    | 3:44     |  |

## Posicionamiento en listas

### Semanales
| Lista musical (1985)                                     | Mejor posición |
| -------------------------------------------------------- | -------------- |
| Brasil (Bizz - Os 10 mais vendidos)                      | 1              |
| Brasil (Nopem)                                           | 1              |
| Estados Unidos (Billboard Top Latin Albums - California) | 10             |
| Estados Unidos (Billboard Top Latin Albums - Florida)    | 14             |
| Estados Unidos (Billboard Top Latin Albums - Texas)      | 14             |
| Puerto Rico (Top Latin Albums)                           | 6              |

### Anuales
| Lista musical (1985) | Posición |
| -------------------- | -------- |
| Brasil (Nopem)       | 10       |

## Certificaciones y ventas
| Región | Certificación | Ventas    |
| ------ | ------------- | --------- |
| Brasil | Diamante      | 1,000,000 |

### Libros
- Martin, Ricky (2010). «Me». Celebra Hardcover. ISBN 978-0451234155.

- Datos: Q5418571